# Mike Trebilcock
Michael Trebilcock, detto Mike (Gunnislake, 29 novembre 1944), è un ex calciatore inglese, di ruolo attaccante.

## Caratteristiche tecniche
Era un'ala.

## Carriera
Tra il 1960 ed il 1962 ha giocato a livello semiprofessionistico con il Tavistock Town, per poi nel 1962 trasferirsi al Plymouth: qui, all'età di 18 anni esordisce tra i professionisti, segnando un gol in 8 presenze nella seconda divisione inglese nella stagione 1962-1963. Nella stagione 1963-1964 gioca invece 6 partite senza mai segnare, guadagnandosi in compenso un posto da titolare fisso nel corso della stagione 1964-1965, che conclude con 15 reti in 38 partite di campionato, a cui aggiunge anche 2 reti in 9 presenze nelle coppe nazionali. Nella stagione 1965-1966, invece, dopo 11 reti in 21 presenze viene ceduto il 31 dicembre 1965 per 23000 sterline all'Everton, club di prima divisione: con le Toffees trova poco spazio in campionato (segna 2 reti in 7 partite) ma è protagonista indiscusso in FA Cup: realizza infatti una doppietta decisiva nella vittoriosa finale (diventando tra l'altro anche il primo giocatore di colore ad aver segnato una rete in una finale di FA Cup). L'anno seguente continua poi a non trovare spazio (2 presenze in campionato ed una presenza in Coppa delle Coppe) e così nel gennaio del 1968 (dopo aver segnato un ultimo gol in 2 presenze nella prima metà della stagione 1967-1968) viene ceduto per 40000 sterline al Portsmouth, club di seconda divisione, dove gioca da titolare per tre stagioni e mezzo, con un bilancio totale di 33 reti in 109 partite di campionato giocate.
Nella stagione 1972-1973 segna 10 reti in 24 presenze in quarta divisione con il Torquay Utd, terminando poi l'annata con un breve periodo in prestito ai semiprofessionisti dello Yeovil Town. Dopo un'ulteriore stagione trascorsa a livello semiprofessionistico, questa volta al Weymouth, gioca per un biennio nel Western Suburbs, club della prima divisione australiana.
In carriera ha totalizzato complessivamente 215 presenze e 73 reti nei campionati della Football League.

## Palmarès

### Club

#### Competizioni nazionali
- Coppa d'Inghilterra: 1

Everton: 1965-1966